# 1570.
◄ | 15. stoljeće | 16. stoljeće | 17. stoljeće | ►
◄ | 1540-ih | 1550-ih | 1560-ih | 1570-ih | 1580-ih | 1590-ih | 1600-ih | ►
◄◄ | ◄ | 1567. | 1568. | 1569. | 1570. | 1571. | 1572. | 1573. | ► | ►►
Arhitektura • Astronomija • Glazba • Kazalište • Kiparstvo • Knjige • Književnost • Kršćanstvo • Medicina • Politika • Pravo • Promet • Slikarstvo • Znanost

## Rođenja
- Nikola VI. Zrinski, hrvatski velikaš iz obitelji Zrinski († 1625.)

## Vanjske poveznice
|  | Zajednički poslužitelj ima još gradiva o temi 1570. |